# ایگور مارنیچ
ایگور مارنیچ (انگلیسی: Igor Marenić؛ زادهٔ ۲ ژانویهٔ ۱۹۸۶) قایقران قایق بادبانی اهل کرواسی است.